# White Rider
White Rider — четвёртый студийный альбом британской RAC-группы Skrewdriver, выпущенный в 1987 году на лейбле Rock-O-Rama. Обложка альбома отсылает к афише фильма Дэвида Гриффита «Рождение нации».

## Отзывы критиков
Фред Белдин из AllMusic оценил альбом в 1 звезду из 5 и написал, что альбом состоит из «скучных, среднетемповых имитаций The Clash».

## Список композиций
| №                   | Название                 | Длительность |
| ------------------- | ------------------------ | ------------ |
| 1.                  | «White Rider»            | 3:19         |
| 2.                  | «Where Has Justice Gone» | 2:50         |
| 3.                  | «Strikeforce»            | 2:51         |
| 4.                  | «Behind the Bars»        | 3:27         |
| 5.                  | «Pride of a Nation»      | 3:12         |
| 6.                  | «New Nation»             | 4:41         |
| 7.                  | «The Snow Fell»          | 5:07         |
| 8.                  | «I Can See the Fire»     | 3:13         |
| 9.                  | «Thunder in the Cities»  | 2:42         |
| 10.                 | «We Fight for Freedom»   | 4:10         |
| 11.                 | «White Warriors»         | 3:08         |
| 12.                 | «Built Up, Knocked Down» | 4:31         |
| Общая длительность: | Общая длительность:      | 43:04        |

## Участники записи
- Ян Стюарт — вокал
- Мартин Кросс — гитара
- Мерв Шилдс — бас-гитара
- Марк Сазерленд — ударные